# Nanshan (socken i Kina, Hunan)
Nanshan (kinesiska: 南山, 南山乡) är en socken i Kina. Den ligger i provinsen Hunan, i den södra delen av landet, omkring 140 kilometer norr om provinshuvudstaden Changsha. Antalet invånare är 25772. Befolkningen består av 12 341 kvinnor och 13 431 män. Barn under 15 år utgör 14,0 %, vuxna 15-64 år 74 %, och äldre över 65 år 10,0 %. Nanshan ligger vid sjön Dong Hu.
Genomsnittlig årsnederbörd är 1 739 millimeter. Den regnigaste månaden är maj, med i genomsnitt 294 mm nederbörd, och den torraste är december, med 38 mm nederbörd.